# Het Workumer Nieuwland
Het Workumer Nieuwland was een waterschap in Friesland dat een bestuursorgaan was van 1890 tot 1972. Het grondgebied lag in de gemeenten Workum en Hindeloopen en had een oppervlakte van 442 hectare.
Aanvankelijk had Het Workumer Nieuwland een dubbele functie als zowel een boezemwaterschap als een zeewerend waterschap. De zeewerende functie werd in 1937 overgedragen aan het toen nieuwe zeewerende waterschap Westergo's IJsselmeerdijken. Doel van het waterschap was het bevorderen van de verkeersgelegenheid op drie wegen en een brug gelegen in het grondgebied. Sinds 1937 had het waterschap tot doel de verkeersgelegenheid te bevorderen. Per 1 januari 1972 werd het waterschap opgeheven en ging het bij de eerste grote waterschapsconcentratie in die provincie, op in het waterschap Tusken Mar en Klif. Na verdere fusies valt het gebied sinds 2004 onder Wetterskip Fryslân.